# ياسمين علي
ياسمين علي (13 نوفمبر 1990 -)، مغنية مصرية، ولِدت في محافظة البحيرة ثم انتقلت إلى مدينة الإسكندرية، تعمل صولست بدار الأوبرا المصرية وممثلة في فرقة الفنان محمد صبحي.

## مسيرتها

### بدايتها
بدأت ظهور علامات الغناء عليها في سن صغير، حين شعرا والداها بموهبتها الفطرية، وألحقوها بقصر ثقافة الحرية، وكانت أول حفلة لها وهي في سن 8 أعوام كانت في افتتاح قصر ثقافة الأنفوشى حتى دخلت معهد الموسيقى العربية لمدة عام واحد.
وتوالت الحفلات بعدها بالإسكندرية حينما كانت صغيرة.

### الحفلات[8]
- العديد من حفلات المدارس.
- حفل إحياء ذكرى سيد درويش على مسرح سيد درويش.[9]
- حفل ذكرى سيد درويش أمام منزله بكوم الدكة سنة 1996.
- حفل مهرجان قصور الثقافة لمسابقة أفضل أغنية للقدس على مسرح البالون بالقاهرة.[10][11]
- حفل غنائي على مسرح قاعة الحكمة، بساقية الصاوي.[8][12][13]

### أعمال فنية
- يوميات ونيس (مغني - ممثل).[8][11][14][15]
- أغنية الحكاية (كلمات أحمد حسن راؤول).
- أغنية لاتخني (كلمات الشيخ محمد بن عبود العمودي).
- أغنية بتتحول (كلمات: فوزى إبراهيم ).

### التكريمات
- أفضل صوت على مستوى مدارس الجمهورية (1996 و 1997).[بحاجة لمصدر]
- أفضل أغنية للقدس(1996) في مهرجان قصور الثقافة على مستوى الجمهورية.[16]
- جائزة أحمد زويل (جائزة الإبداع الفنى كأفضل صوت بدار الاوبرا المصرية) عام 2006.

## وصلات خارجية
- ياسمين علي على موقع الدهليز
- ياسمين علي على موقع قاعدة بيانات الأفلام العربية